# Plumerville
Plumerville é uma cidade localizada no estado americano de Arkansas, no Condado de Conway.

## Demografia
Segundo o censo americano de 2000, a sua população era de 854 habitantes.
Em 2006, foi estimada uma população de 868, um aumento de 14 (1.6%).

## Geografia
De acordo com o United States Census Bureau, a localidade tem uma área de 2,6 km², sem área coberta por água.

## Localidades na vizinhança
O diagrama seguinte representa as localidades num raio de 24 km ao redor de Plumerville.